# هنینگ (تنسی)
هنینگ(به انگلیسی: Henning) شهری در ایالت تنسی کشور ایالات متحده آمریکا است که جمعیت آن در سرشماری سال ۲۰۱۰ میلادی، ۹۴۵ نفر بوده‌است.